# Liczba Bodensteina
Liczba Bodensteina (skrót Bo) jest jedną z liczb podobieństwa stosowaną w inżynierii chemicznej. Liczba ta nazwę swoją wzięła od nazwiska Maxa Bodensteina – niemieckiego chemiko-fizyka. Wyraża stosunek liczby moli przeniesionych na drodze konwekcji do liczby moli przeniesionych na drodze dyspersji.
Zależność tę wyraża wzór:
{\displaystyle Bo={\frac {uL}{D_{ax}}},}
gdzie:
{\displaystyle u} – szybkość przepływu,
{\displaystyle L} – długość reaktora,
{\displaystyle D_{ax}} – współczynnik dyspersji.
Jeżeli liczba Bodensteina jest bardzo mała znaczy to, że dominuje ruch dyspersyjny. Im większa liczba Bodensteina tym większa przewaga ruchu konwekcyjnego nad dyspersyjnym. Dla bardzo dużych wartości tej liczby można pominąć wpływ dyspersji w obliczeniach inżynieryjnych.